# Angraecum acutipetalum
Angraecum acutipetalum es una orquídea epífita originaria de  Madagascar.

## Distribución y hábitat
Se encuentra en el centro de Madagascar sobre  musgos y líquenes en los bosques tropicales a una altitud de 1000 a 2000 m s. n. m.

## Descripción
Es una orquídea de  tamaño miniatura, que prefiere clima caliente a fresco, es epífita con un tallo muy corto con 5 a 9 hojas liguladas, con su ápice bilobulado de manera muy desigual: Florece  en una inflorescencia axilar de 10 cm de largo con 2 a 5 flores de 1.5 cm de ancho. La floración se produce en  el verano y el otoño

## Taxonomía
Angraecum acutipetalum fue descrita por Rudolf Schlechter y publicado en Beihefte zum Botanischen Centralblatt 34(2): 337. 1916.
Etimología
Angraecum: nombre genérico que se refiere en Malayo a su apariencia similar a las Vanda.
acutipetalum: epíteto latino que significa "con pétalo de punta".